# That's What I Like (canción de 1989)
That's What I Like es una canción del dúo de dj's británico Jive Bunny & The Master Mixers. Fue el segundo sencillo del álbum debut Jive Bunny: The Album del año 1989. Fue publicado el 2 de octubre de ese mismo año. Este sencillo llegó a la posición #1 en España, Irlanda y Reino Unido. Mientras que en USA llegó al #69 en el Billboard Hot 100.

## Estructura de la canción
El concepto y la estructura del mix es similar al del resto de los tracks que integran el álbum debut. Una canción que es la intro y el gancho recurrente de las canciones que integran la mezcla. Para este sencillo la canción principal que cumplió esta función fue el opening de la serie de TV Hawaii Five-O por The Ventures.
Este mix está integrado por las siguientes canciones:
- "Hawaii Five-O" The Ventures

- "Let's Twist Again" Chubby Checker

- "Let's Dance" Chris Montez

- "Wipeout" The Surfaris

- "Great Balls of Fire" Jerry Lee Lewis

- "Johnny B. Goode" Chuck Berry

- "Good Golly Miss Molly" Little Richard

- "The Twist" Chubby Checker

- "Summertime Blues" Eddie Cochran

- "Razzle Dazzle" Bill Haley and the Comets

- "Runaround Sue" Dion

- "Chantilly Lace" The Big Bopper

## Ranking
| Chart (1989–1990)                     | Peak position |
| ------------------------------------- | ------------- |
| Australia (ARIA)                      | 4             |
| Austria (Ö3 Austria Top 40)           | 5             |
| Bélgica (Flandes) (Ultratop 50)       | 4             |
| Europe (Eurochart Hot 100)            | 3             |
| Finland (Suomen virallinen lista)     | 2             |
| Francia (SNEP)                        | 2             |
| Irlanda (IRMA)                        | 1             |
| Países Bajos (Dutch Top 40)           | 5             |
| Países Bajos (Mega Single Top 100)    | 5             |
| Nueva Zelanda (Recorded Music NZ)     | 17            |
| Noruega (VG-lista)                    | 2             |
| Spain (AFYVE)                         | 1             |
| Suecia (Sverigetopplistan)            | 5             |
| Suiza (Schweizer Hitparade)           | 4             |
| Reino Unido (Official Charts Company) | 1             |
| US Billboard Hot 100                  | 69            |

## Créditos[16]
- Distribuido por – BMG
- Licencia de – Jim Lee U.S.A.
- Licencia de – Continental Communications Corp.
- Licencia de – Ace Records
- Licencia de – Bulldog Records
- Licencia de – Kilo Music Ltd.
- Licencia de – Modern Records
- Comercializado por – Big Wave
- Impreso por – SNA
- Grabado en – Music Factory Recording Studios
- Mezclado en – Music Factory Recording Studios
- Licencia de – Music Factory Dance
- Distribuido por – Rush Records
- Distribuido por – Discobox
- Distribuido por – Da Music
- Distribuido por – Streetheat Records
- Distribuido por – EMP
- Cortado en – Porky's Mastering
- Prensado por – Orlake Records
- Impreso por – CBS Songs
- Publicado por – Carlin Music
- Publicado por – Chappell Morris Music Ltd.
- Publicado por – Ambassador Music Ltd.
- Publicado por – Jewel Music Pub. Ltd.
- Publicado por – Prestige Music Ltd.
- Publicado por – Lark Music
- Publicado por – Cinephonic Music Ltd.
- Publicado por – Robert Mellin Music
- Publicado por – United Partnership Ltd.
- Publicado por – Southern
- Design [Sleeve] – Mick Hand
- Executive-Producer – John Pickles
- Producer, Engineer, Edited By – Andy Pickles, Ian Morgan